# Tolkien (Film)
Tolkien ist ein Film von Dome Karukoski, der am 3. Mai 2019 in die Kinos im Vereinigten Königreich und am 10. Mai 2019 in die US-Kinos kam. Die Filmbiografie zeigt den Schriftsteller J. R. R. Tolkien als Schüler und in weiteren prägenden Zeiten in seinem Leben.

## Handlung
Der Waisenjunge J.R.R. Tolkien beschäftigt sich schon in jungen Jahren mit Sprache und Literatur. An der King Edward’s School in Birmingham gründet er mit drei Gleichgesinnten den T.C.B.S. (Tea Club – Barrovian Society). Nach einem fehlgeschlagenen Versuch schafft er die Aufnahmeprüfung fürs Exeter College der University of Oxford. Hier versucht er die Aufmerksamkeit des Professors Joseph Wright zu erlangen, was ihm aufgrund seines sprachlichen Könnens gelingt. Im Ersten Weltkrieg nimmt Tolkien an der Schlacht an der Somme teil und erfährt danach vom Tode zweier seiner Jugendfreunde. Er wird später selbst Professor in Oxford und gründet mit seiner Ehefrau Edith Tolkien eine Familie. Für seine Kinder erfindet er die Geschichte Der Hobbit, der den Vorläufer des weltbekannten Werkes Der Herr der Ringe bilden wird.

## Biografisches
Trotz möglicher Parallelen ist allgemein bekannt, dass J. R. R. Tolkien sein Hauptwerk Der Herr der Ringe nicht als Allegorie auf den Zweiten Weltkrieg verstanden wissen wollte, den er als Professor in Oxford und Vater eines im Krieg kämpfenden Sohnes miterlebte. Johannes Hahn von Robots & Dragons bemerkt zur Verfilmung seines Lebens, es überrasche daher nicht, wenn Tolkien an seinem Anfang mit durch ein Ödland reitenden Kriegern gleich zwei Anspielungen macht: „Zum einen natürlich auf die vom Autor geschaffene Fantasy-Welt, zum anderen auf den Ersten Weltkrieg, den Tolkien als Offizier miterlebte und welcher die Rahmenhandlung für den Film bildet. In den Schützengräben der Schlacht an der Somme ist Tolkien zusammen mit einem Gefreiten namens Sam (welch ein Zufall…) auf der Suche nach einem Freund aus Schulzeiten.“ Diese Suche führe Tolkien durch die Schützengräben und apokalyptischen Schauplätze des Ersten Weltkriegs, die der Film bildgewaltig darstellen kann.

## Produktion
Regie führte Dome Karukoski. Das Drehbuch stammt von David Gleeson und Stephen Beresford. Der finnische Regisseur konzentriert sich vor allem auf die jungen Jahre von Tolkien, auf seine Kindheit mit seinem Bruder Hilary in einem Waisenhaus in Birmingham bis zu seinen Studienzeiten an der Universität Oxford. In dieser Erzählung werden drei miteinander verknüpfte Themen untersucht, eine Freundschaft, eine Liebe und Tolkiens kreatives Erwachen.
Nicholas Hoult ist im Film in der Titelrolle von J. R. R. Tolkien zu sehen. Als Kind wird dieser von Harry Gilby gespielt. Lily Collins übernahm die Rolle seiner späteren Ehefrau Edith Bratt.
Die Dreharbeiten fanden in Liverpool und Manchester statt. Sie wurden im Oktober 2017 begonnen und am 14. Dezember 2017 beendet.
Die Filmmusik wurde von Thomas Newman komponiert. Der Soundtrack, der insgesamt 25 Musikstücke umfasst, wurde im Mai 2019 von Sony Classical veröffentlicht, im Juni 2019 auch als CD.
Seine Premiere im Vereinigten Königreich feierte der Film am 29. April 2019 in London. Anfang Mai 2019 ist eine Vorstellung des Films beim Montclair Film Festival geplant. Der Film kam am 3. Mai 2019 in die Kinos im Vereinigten Königreich und am 10. Mai 2019 in die US-Kinos. Ein Kinostart in Deutschland ist am 20. Juni 2019 geplant, in Österreich am darauffolgenden Tag.
Ein offizieller Trailer für Tolkien wurde am 12. Februar 2019 veröffentlicht. Ein weiterer folgte Anfang März 2019.

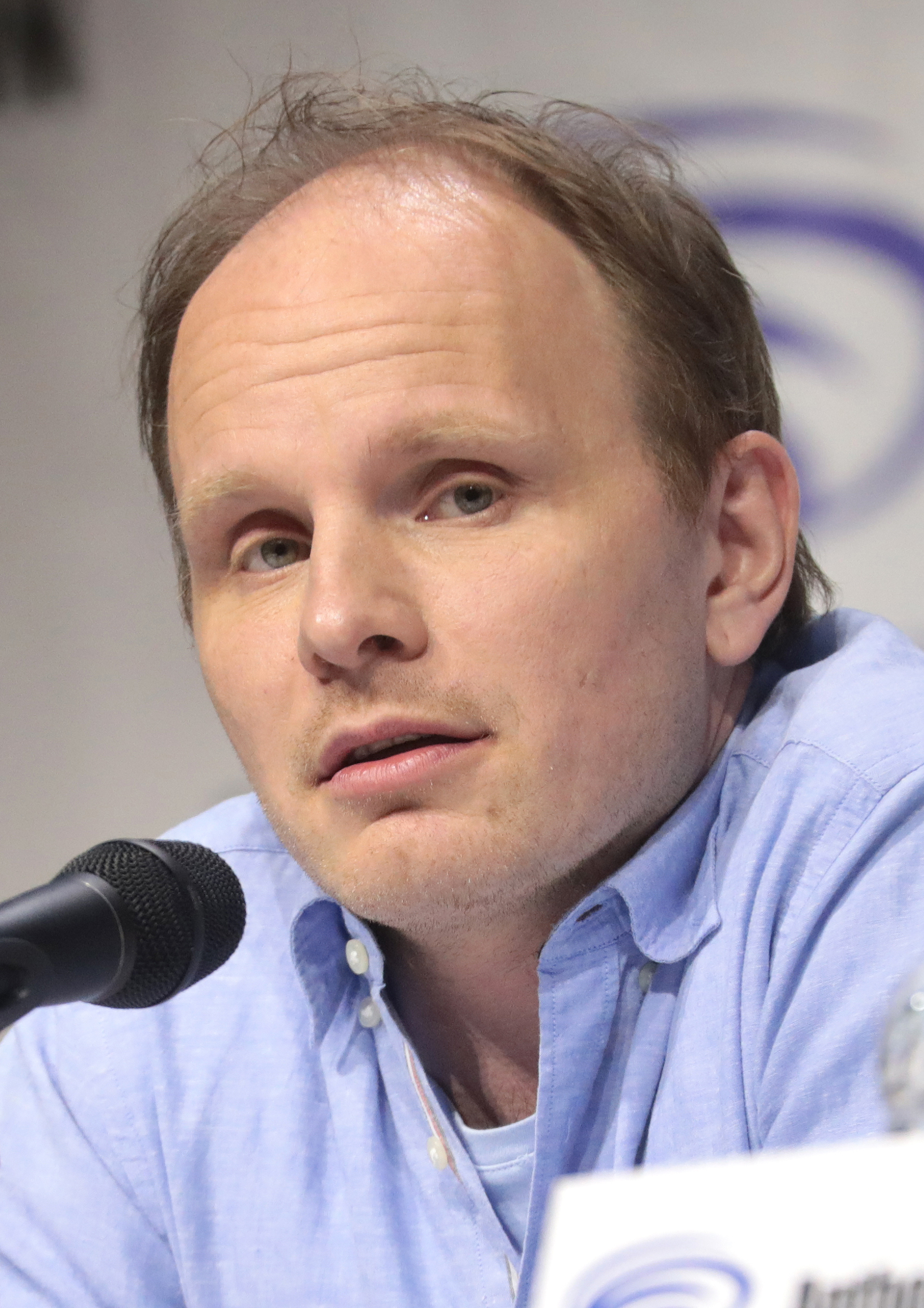
Regisseur Dome Karukoski
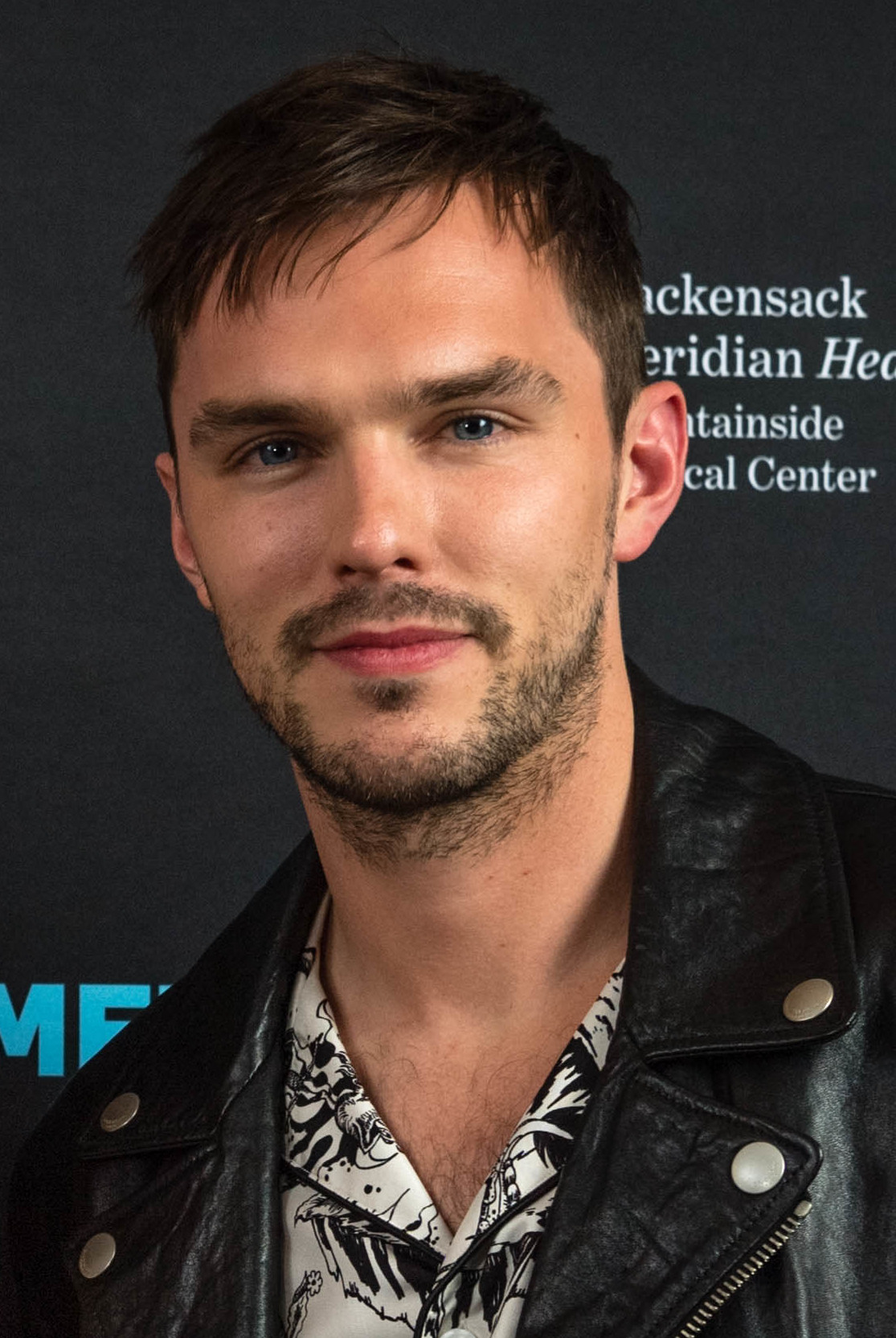
Nicholas Hoult spielt J. R. R. Tolkien
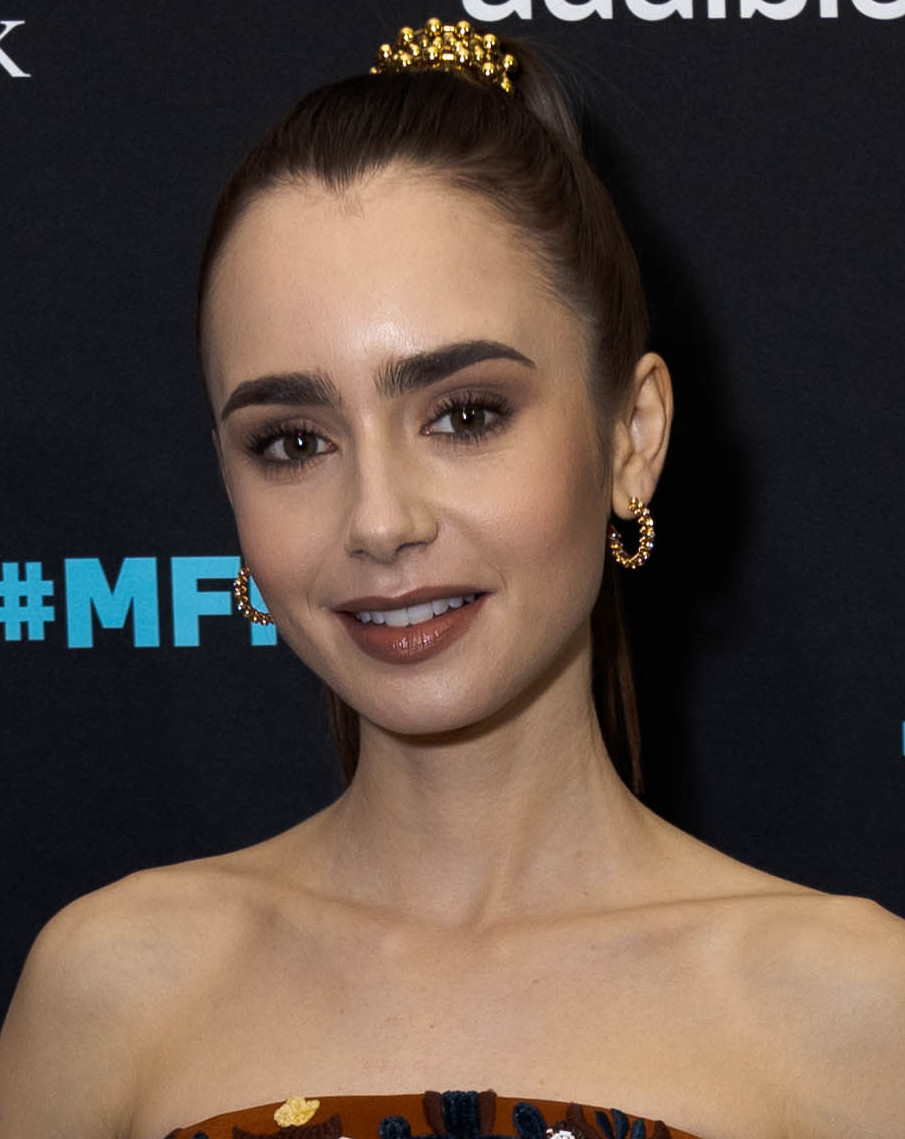
Lily Collins spielt Edith Bratt
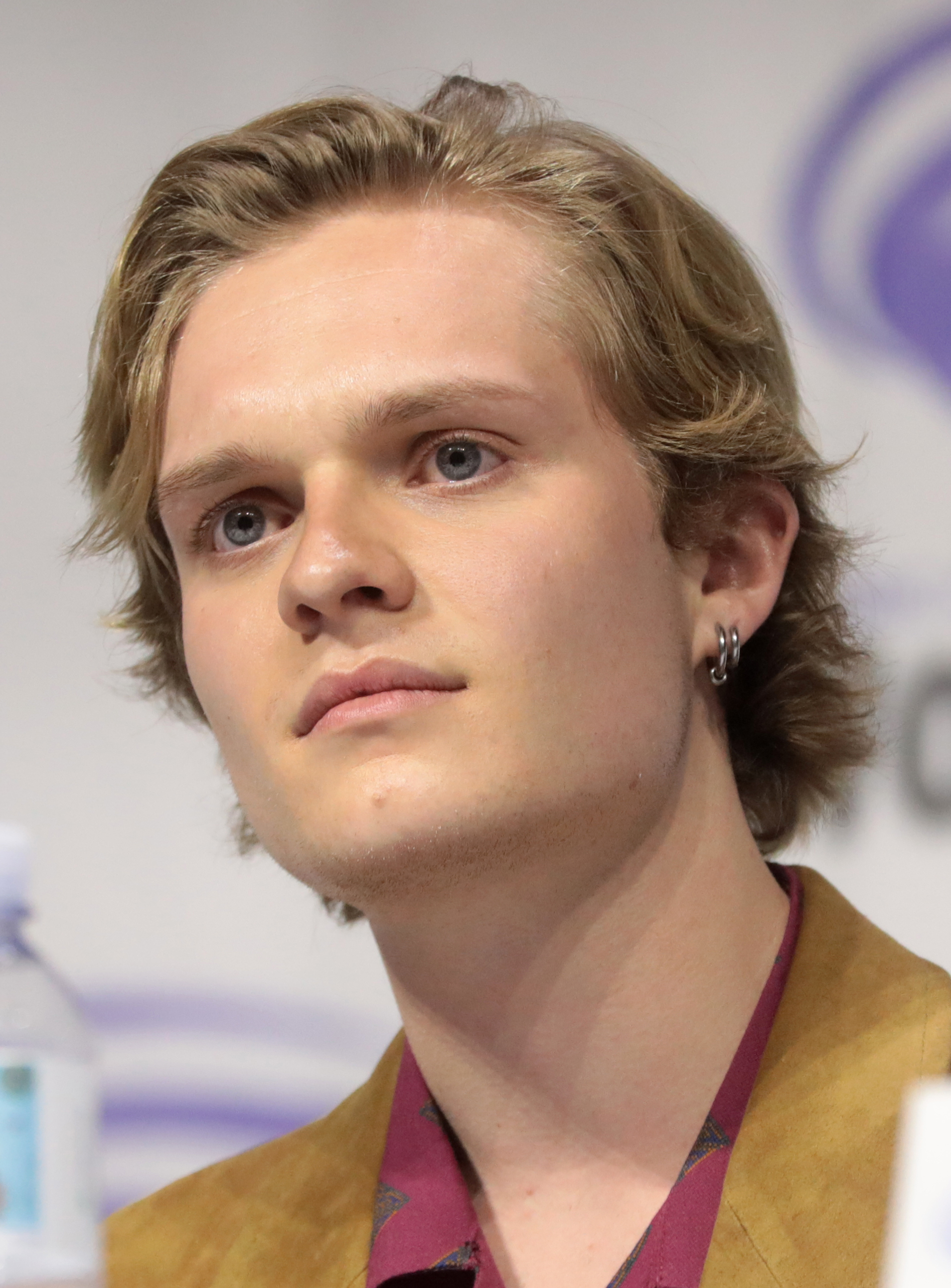
Tom Glynn-Carney spielt Christopher Wiseman
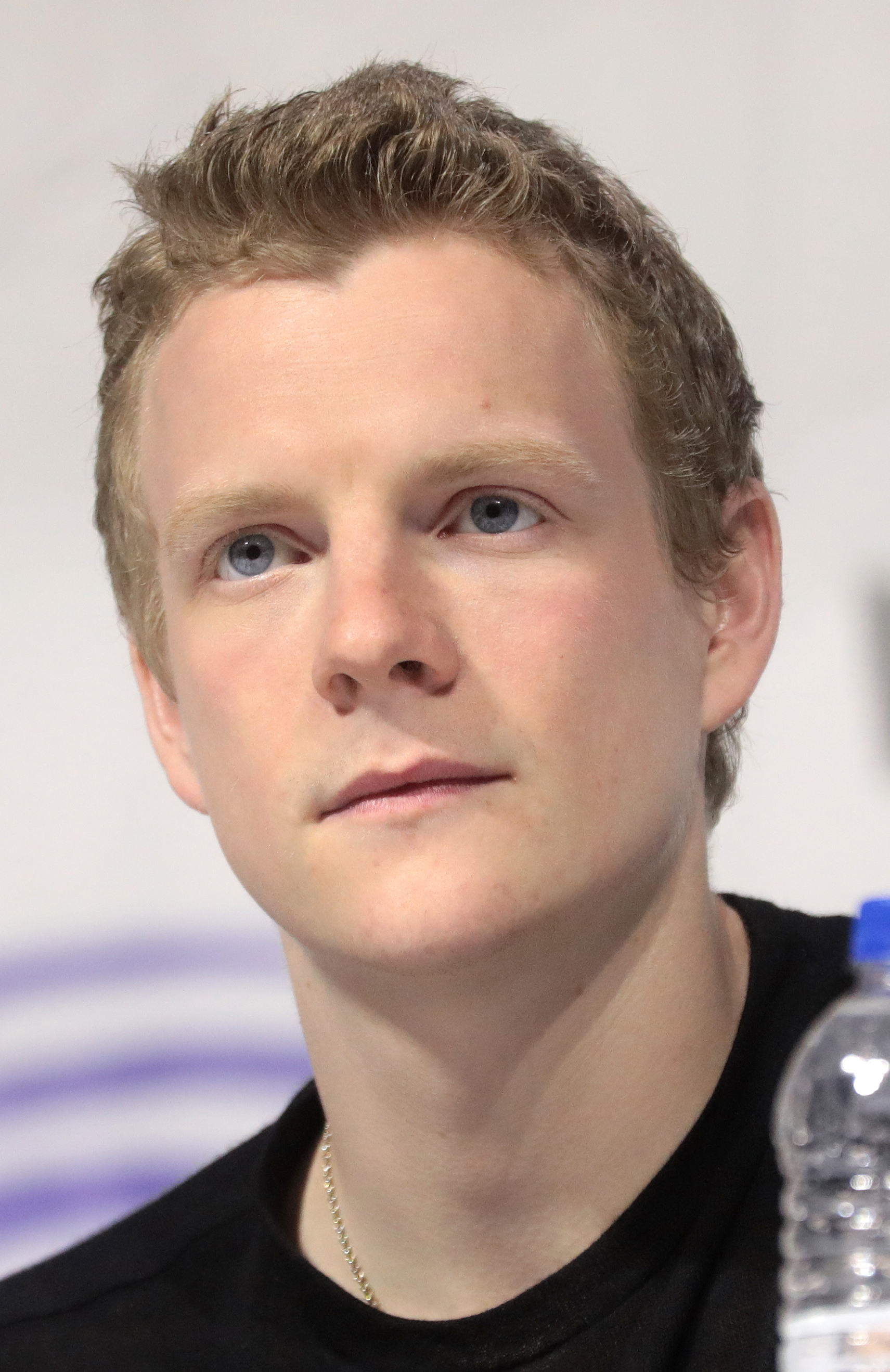
Patrick Gibson spielt R.Q. Gilson
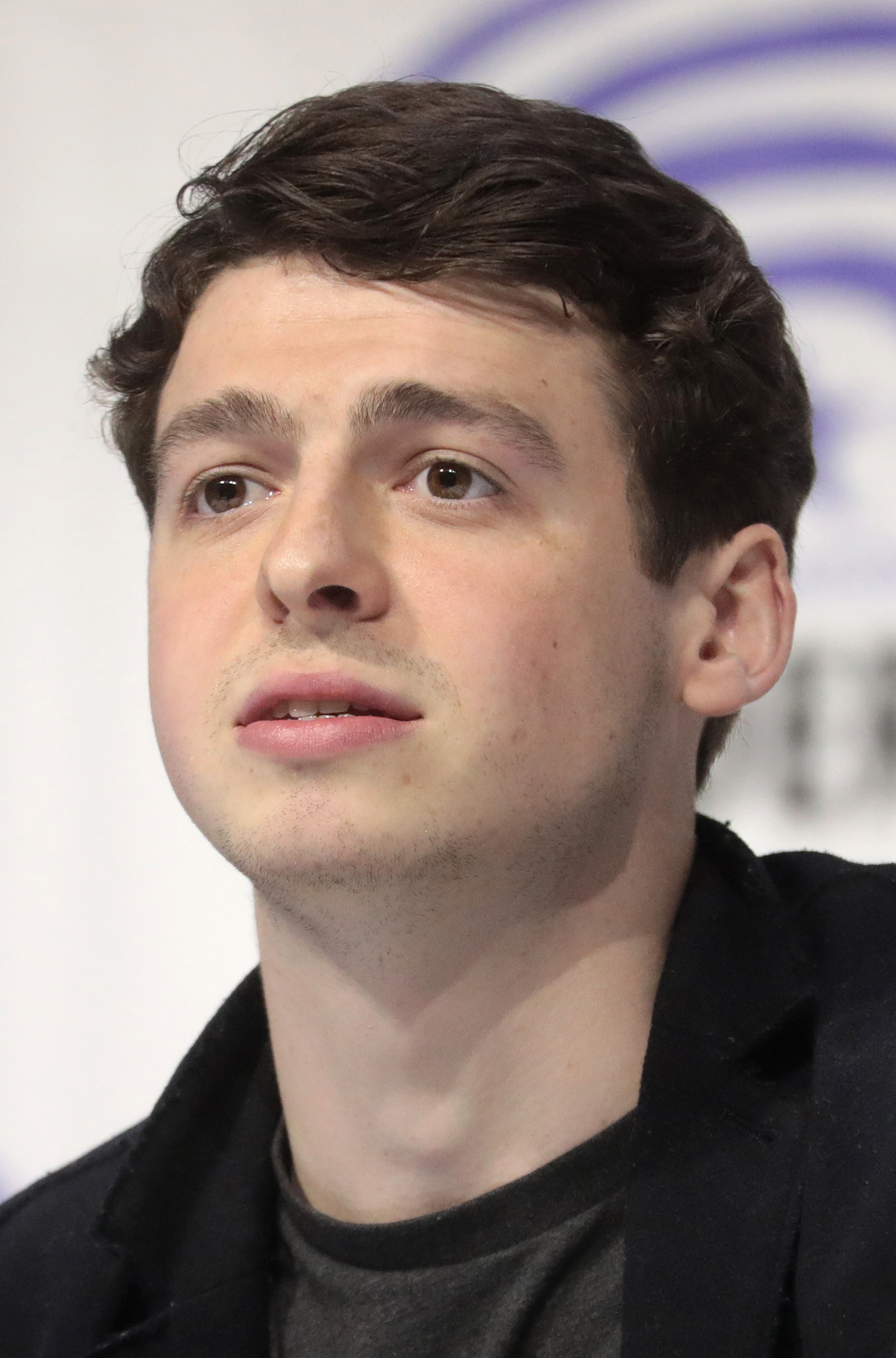
Anthony Boyle spielt G.B. Smith

## Rezeption

### Altersfreigabe
In Deutschland erhielt der Film eine Freigabe ab 12 Jahren, ist in Begleitung der Eltern jedoch bereits ab 6 Jahren erlaubt. In der Freigabebegründung heißt es, die Szenen vom Ersten Weltkrieg seien in keiner Weise verherrlichend, Gewalt werde nicht übermäßig ausgespielt, und dass im Krieg auch Identifikationsfiguren des Films sterben, werde nur über die Sprache vermittelt, nicht in Bildern gezeigt.

### Kritiken
Insgesamt stieß der Film bei den Kritikern auf geteiltes Echo.
Johannes Hahn von Robots & Dragons schreibt, Tolkien arbeite viel mit visuellen Anspielungen, die vor allem Freunde der Herr-der-Ringe-Verfilmungen freuen dürften. So bemühe sich der Film, den Kontrast zwischen der beinahe idyllischen Kindheit in der englischen Landschaft mit dem Aufwachsen im industriellen Birmingham klar zu zeigen, und nutze dafür Einstellungen und Farben, die man bereits aus der Trilogie von Warner Bros. kennt. Wer dann noch ein wenig über Tolkiens Leben weiß, werde viel Vertrautes in dieser Filmbiografie wiederentdecken. So schaffe es Tolkien, einerseits das Leben des jungen Mannes zu inszenieren und gleichzeitig zu zeigen, woher er später seine Inspiration und Motivation nahm, die Mythen, Legenden und Geschichten zu schreiben, die seinen Weltruhm begründeten. Die beiden Hauptdarsteller Nicholas Hoult und Lily Collins machten dabei einen guten Job, so Hahn weiter, auch wenn Hoult für einen britischen Gelehrten vielleicht etwas zu breite Schultern habe. Lediglich gegen Ende falle Tolkien etwas ab und mache große erzählerische Sprünge, die man vielleicht auch eleganter hätte darstellen können.
Peter Osteried von der Arbeitsgemeinschaft Kino denkt, Biopics könnten sehr interessant sein, wenn das dazugehörige Leben auch etwas Außergewöhnliches hatte, und bei Tolkien sei das Außergewöhnlichste, dass er zwei Klassiker geschrieben und die ganze dazugehörige Welt entworfen hat, aber das sei nicht unbedingt das Material, aus dem große Kino-Dramen gemacht sind. Dies merke man Tolkien auch sehr schnell an, denn das eigentliche Drama sei nur, ob er die Liebe seines Lebens bekommen wird oder nicht. Rein optisch sei der Film dagegen schön geworden, so Osteried weiter: „Die Ausstattung, die Kostüme, die Frisuren, das alles wirkt sehr authentisch und transportiert den Zuschauer in die Zeit zu Beginn des 20. Jahrhunderts. Dazu kommt ein durch die Bank engagiert aufspielendes Ensemble, aber auch das kann nichts daran ändern, dass Tolkien letzten Endes etwas dröge geraten ist.“

### Einsatz im Schulunterricht
Das Onlineportal kinofenster.de empfiehlt den Film für die Unterrichtsfächer Deutsch, Englisch,  Geschichte und Kunst und bietet Materialien zum Film für den Unterricht. Dort schreibt Philipp Bühler, der Film biete einen interessanten Einblick in die Welt der gotischen und keltischen Sprachen, in die nordischen Mythen und philologischen Forschungen, aus denen Tolkien sein Werk zusammensetzte. Wie man im Film erfährt, ist Tolkiens Name angeblich vom deutschen „tollkühn“ abgeleitet, was dazu anregen könne, sich mit der Herkunft und Bedeutung des eigenen Namens auseinanderzusetzen. Filmanalytisch biete sich eine Beschäftigung mit dem Genre Biopic an, das immer auch fiktionale Elemente aufweist.

## Besetzung und Synchronisation
Die deutsche Synchronisation entstand nach einem Dialogbuch und der Dialogregie von Manuel Straube im Auftrag der Interopa Film GmbH, Berlin.
| Darsteller         | Rolle                      | Synchronsprecher   | Rolleninfo |
| ------------------ | -------------------------- | ------------------ | --- |
| Nicholas Hoult     | J. R. R. Tolkien           | Ozan Ünal          | Durch seine Saga Der Herr der Ringe international bekannt gewordener Autor                                                                                 |
| Harry Gilby        | J.R.R. Tolkien (jung)      | Marco Eßer         | Durch seine Saga Der Herr der Ringe international bekannt gewordener Autor                                                                                 |
| Tom Glynn-Carney   | Christopher Wiseman        | Henning Nöhren     | Klassenclown, zugleich gesellschaftlich versierter als die meisten seines Alters; er erkennt Tolkiens Potenzial und nimmt ihn in seinen Bekanntenkreis auf |
| Ty Tennant         | Christopher Wiseman (jung) |                    | Klassenclown, zugleich gesellschaftlich versierter als die meisten seines Alters; er erkennt Tolkiens Potenzial und nimmt ihn in seinen Bekanntenkreis auf |
| Lily Collins       | Edith Bratt                | Victoria Frenz     | Tolkiens Jugendliebe, später auch seine Ehefrau und Mutter seiner Kinder, diente ihm als Inspiration für seine Figuren Lúthien Tinúviel und Arwen Evenstar |
| Mimi Keene         | Edith Bratt (jung)         | Victoria Frenz     | Tolkiens Jugendliebe, später auch seine Ehefrau und Mutter seiner Kinder, diente ihm als Inspiration für seine Figuren Lúthien Tinúviel und Arwen Evenstar |
| Anthony Boyle      | Geoffrey Bache Smith       | Tim Schwarzmaier   | Dichter und enger Freund Tolkiens; starb im Ersten Weltkrieg                                                                                               |
| Adam Bregman       | Geoffrey B. Smith (jung)   |                    | Dichter und enger Freund Tolkiens; starb im Ersten Weltkrieg                                                                                               |
| Laura Donnelly     | Mabel Tolkien              | Katrin Zimmermann  | |
| Pam Ferris         | Mrs. Faulkner              | Katharina Lopinski | |
| Genevieve O’Reilly | Mrs. Smith                 | Silke Matthias     | |
| Colm Meaney        | Pater Francis Morgan       | Lutz Schnell       | römisch-katholischer Priester und einstmaliger Protegé von Kardinal John Henry Newman; Tolkiens Vormund und Vaterfigur                                     |
| Patrick Gibson     | Robert Q. Gilson           | Patrick Keller     | |
| Albie Marber       | Robert Q. Gilson (jung)    |                    | |
| Craig Roberts      | Private Sam Hodges         | Roland Wolf        | britischer Soldat im 1. Weltkrieg, diente als Tolkiens Offiziersbursche in der Schlacht an der Somme                                                       |
| Sir Derek Jacobi   | Prof. Joseph Wright        | Friedhelm Ptok     | Linguist, Tolkiens Professor an der University of Oxford                                                                                                   |
| James MacCallum    | Hilary Tolkien             | Jan Andreesen      | |
| Guillermo Bedward  | Hilary Tolkien (jung)      |                    | |
| Owen Teale         | Rektor Gilson              | Axel Lutter        | |
| Samuel Martin      | Red Eyed Captain           |                    | |